# First Blood (Roman)
First Blood ist ein Roman von David Morrell von 1972, auf dem der erste der Rambo-Filme basiert.

## Handlung
Das Buch beginnt mit John Rambo, einem Veteranen des Vietnamkrieges, der in Madison, Kentucky, trampt. Aufgrund seines ungepflegten Äußeren wird er von Sheriff Teasle mitgenommen und hinaus bis zur Stadtgrenze gebracht, mit dem Rat, weiterzuziehen. Als er mehrmals zurückkehrt, verhaftet Teasle ihn und fährt ihn zur Wache. Er wird beschuldigt, zum Fahrenden Volk zu gehören sowie sich gegen seine Verhaftung gewehrt zu haben und wird mit 35 Tagen Haft bestraft. Gefangen in der kalten, nassen, kleinen Zelle erlebt Rambo eine Rückblende auf seine Tage als Kriegsgefangener in Vietnam. Als die Polizisten versuchen, seine Haare zu schneiden und ihn zu rasieren, verletzt er einen Mann schwer und schlitzt den anderen mit dem Rasiermesser auf. Er flüchtet, stiehlt ein Motorrad und versteckt sich in den nahegelegenen Bergen. Rambo rückt in den Mittelpunkt einer Fahndung in Form einer Menschenjagd, die zu vielen toten Polizeibeamten und Nationalgardisten führt. Sein ehemaliger Ausbilder Colonel Trautman erscheint am Ort des Geschehens, um Rambo zum Aufgeben zu bewegen. Dieser verletzt Teasle tödlich und wird von Trautman erschossen.

## Entwicklung
Morrell behauptete in einem Interview: „Als ich 1968 mit First Blood begann, wurde ich sehr von Geoffrey Households Rogue Male beeinflusst.“ Der Name der Hauptfigur entstand aus dem Rambour-Apfel, den seine Frau nach Hause brachte, als er einen passenden Namen für seinen Protagonisten suchte.

## Kritik
John Skow von der TIME beschrieb das Buch als „Carnographie“, ein abwertendes Kofferwort, das die übertriebene Darstellung von Gewalt bezeichnet.

## Adaption als Film

### Filmentwicklung
1972 verkaufte David Morrell die Filmrechte für First Blood an Columbia Pictures, die die Rechte dann an Warner Bros. verkauften. Es dauerte dann noch zehn Jahre bis zur Realisierung des Films. Die Geschichte des traumatisierten Vietnam-Rückkehrers durchlief drei Firmen und 18 Drehbücher. Sie ging durch die Hände von Regisseuren wie Richard Brooks, Martin Ritt, Sydney Pollack und John Frankenheimer. Paul Newman, Al Pacino, Steve McQueen, Clint Eastwood, Robert De Niro, Nick Nolte und Michael Douglas wurden alle für die Rolle des Rambo gehandelt.

### Filmänderungen
Der Film First Blood ändert das Thema des Buches massiv, indem der Charakter Rambos sympathisiert und die Polizei und Nationalgarde dämonisiert werden. Dadurch, dass Rambo keinen einzigen Polizisten tötet, und deren Tod jeweils durch ihren eigenen manischen Wunsch, Rambo zu fangen, verursacht wird, werden die Rollen komplett getauscht. Diese Umkehr treibt Rambo in die Heldenrolle statt in die des kaltblütigen Mörders, der er im Roman war. In der Einleitung des Romans schreibt David Morrell, dass „er auch weniger tödlich als in meinem Roman gemacht wurde. Im Film wirft Rambo einen Stein auf einen Hubschrauber, wodurch ein wahnsinniger Scharfschütze in den Tod fällt.“

### Filmfortsetzungen
First Blood war erfolgreich genug, um vier Fortsetzungen hervorzubringen. 1985 war George Pan Cosmatos der Geister-Regisseur von Rambo II – Der Auftrag. Es folgte 1988 Peter MacDonalds Rambo III. Zwanzig Jahre später, 2008, war Stallone Regisseur von John Rambo. Seinen bisher letzten Filmauftritt hatte Rambo 2019 in Rambo: Last Blood.

## „Fortsetzungen“
Da die beiden Hauptfiguren Rambo und Teasle am Ende des Romans starben, konnten keine Fortsetzungsbücher geschrieben werden. Trotzdem schrieb Autor David Morrell, als die Filmfortsetzungen zum First-Blood-Film erschienen, Romanfassungen der ersten beiden Fortsetzungen. Am Anfang jedes Buches, als Teil der Anmerkung des Verfassers, schrieb Morrell:
„In meinem Roman First Blood starb Rambo. In den Filmen überlebt er.“

## Weitere Literatur
- First Blood von David Morrell (1972). Morrells Einleitung von 2000, genannt „Rambo und ich“, gibt einen Einblick in die Anregungen und die Entwicklung des Romans, sowie in die Entwicklung der Verfilmung und ihren beiden Fortsetzungen (S.vii-xiv)
- Stiffed von Susan Faludi (1999). Kapitel 7 (S. 359–406) bietet eine genauere Behandlung der Entstehung und Verwandlung von First Blood  vom Buch zum Theater, darin die radikalen und rückschrittlichen Umschwünge des Drehbuchs in der Entwicklung und das abweichende Filmende.